# Dracula navarroorum
Dracula navarroorum är en orkidéart som beskrevs av Carlyle August Luer och Alexander Charles Hirtz. Dracula navarroorum ingår i släktet Dracula och familjen orkidéer. Inga underarter finns listade i Catalogue of Life.